# Mexico City Pride

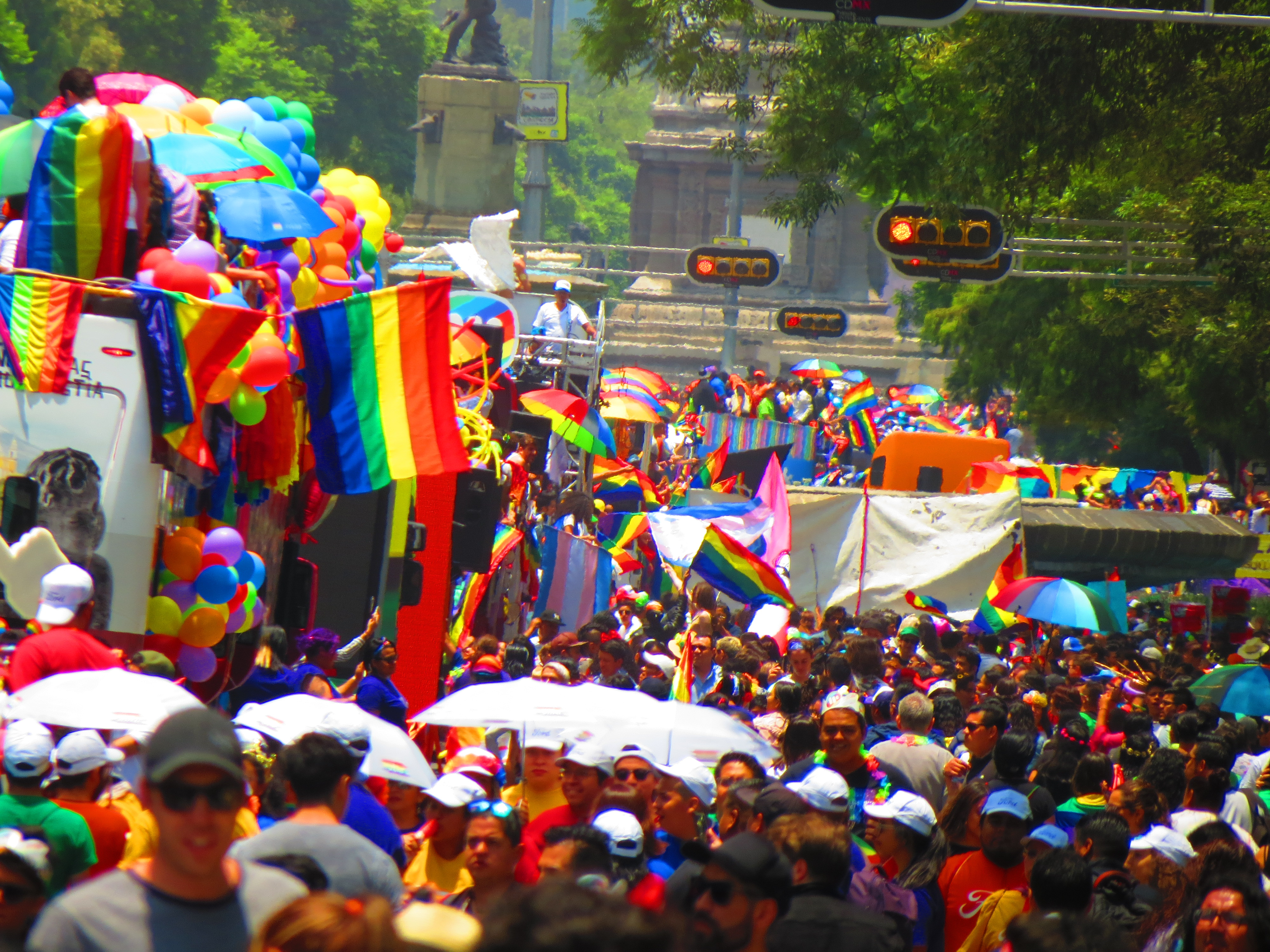
Prideparaden i Mexico City 2019.

Mexico City Pride är en årlig pridefestival som hålls i Mexico City i Mexiko. Evenemanget är det största prideevenemanget i landet och är ett årligt evenemang i staden sedan 1979.

## Bakgrundshistoria

### Föregångare
Den 28 juni 1969 inträffade Stonewallupproret i USA, vilket kom att bli något av startskottet för den öppna kampen för HBTQ-personers rättigheter. Med anledning av den uppmärksamhet händelsen fick i medierna började de mexikanska intellektuella Carlos Monsiváis, Luis González de Alba och Nancy Cárdenas diskutera möjligheten att skapa en grupp till stöd för HBTQ-rättigheter i Mexiko. Ett litet nätverk av homosexuella, främst ur Nancy Cárdenas närmaste krets, började därefter samlas regelbundet. Mötena hölls hemma hos Cárdenas, som till skillnad från Monsiváis var öppet homosexuell.
År 1971 avskedades en anställd vid varuhuset Sears i Colonia Roma i Mexico City på grund av “homosexuellt beteende”, efter att ha uppträtt feminint i butiken. Händelsen nådde gruppen, som beslutade att organisera en bojkott av varuhuset i syfte att synliggöra homosexualitet i Mexiko och den diskriminering som förelåg. Händelsen sammanföll dock med en massaker på studentdemonstranter i Mexiko, en massaker känd som Halconazo, vilket fick gruppen att avstå från bojkotten. Trots detta beslutade gruppen att formellt bilda en organisation, och den 15 augusti 1971 grundades Frente de Liberación Homosexual - FHL ("Homosexuella frigörelsens front").
År 1972 genomförde FHL sin första offentliga protest. Den riktade sig mot Vietnamkriget och ägde rum utanför USA:s ambassad i Mexiko. Endast 15 personer deltog, men det var första gången som ett initiativ av HBTQ-aktivism blev offentligt känt  i Mexiko. FHL upplöstes kort därefter, men dess existens banade väg för nya grupper som senare skulle ta initiativ till den första prideparaden.

### De första åren
Det första prideevenemanget i Mexico City hölls i juni 1979. Marschen 1980 planerades till den 28 juni, för att sammanfalla med årsdagen av Stonewallupproret.
År 1983 hölls två separata prideparader i Mexiko den 25 juni. Den ena var mer av ett traditionellt vänsterprofilerat demonstrationståg med allvarlig ton, medan den andra paraden hade en mer blandad deltagarskara, med allt ifrån sexarbetare och musiker. Den senare genomförde också en kort protest utanför USA:s ambassad som en reaktion på amerikanska ingripanden i Centralamerika.  Även året därpå gick två skilda parader genom staden, som denna gång konfronterades med varandra både verbalt och fysiskt.

### 2000-talet
År 2000 deltog aktivister från Partiet för den demokratiska revolutionen (Partido de la Revolución Democrática) och det mexikanska socialdemokratiska partiet i marschen, och delade ut kondomer med förpackningar där det stod "gör det annorlunda, rösta annorlunda: för socialdemokratin" till åskådare. 
Sedan Mexico City legaliserade samkönade äktenskap 2010 har en stor vigselceremoni för samkönade par hållits varje år, i samband med prideparadens början.
År 2018 deltog fotbollsfans i paraden fredligt i prideparaden medan de firade Mexikos framsteg i VM, trots tidigare fall av homofobi.
På grund av covid-19-pandemin ställdes evenemanget in både 2020 och 2021. Istället hölls digitala arrangemang.
Under 2020-talet har vissa deltagare i Pride uttryckt kritik mot kommersialiseringen av evenemanget och krävt att marknadsföring av storföretag inte längre ska få förekomma i paraden.
Prideveckan i Mexico City 2024 ägde rum mellan den 26 juni och 1 juli, med den stora paraden den 29 juni. Paraden, som kallas la Marcha del Orgullo (Stolthetsmarschen), inleddes vid Ángel de la Independencia och gick längs Paseo de la Reforma, Avenida Juárez, Eje Central Lázaro Cárdenas, gatan 5 de Mayo och fram till torget Plaza de la Constitución.